# Яґодзінець
Яґодзінець (пол. Jagodziniec) — село в Польщі, у гміні Бжезіни Каліського повіту Великопольського воєводства.
Населення — 339 осіб (2011).
У 1975-1998 роках село належало до Каліського воєводства.

## Демографія
Демографічна структура станом на 31 березня 2011 року:
|          | Загалом | Допрацездатний вік | Працездатний вік | Постпрацездатний вік |
| -------- | ------- | ------------------ | ---------------- | -------------------- |
| Чоловіки | 177     | 40                 | 124              | 13                   |
| Жінки    | 162     | 31                 | 95               | 36                   |
| Разом    | 339     | 71                 | 219              | 49                   |